# Бонадуче (Терамо)
Бонадуче (итал. Bonaduce) је насеље у Италији у округу Терамо, региону Абруцо.
Према процени из 2011. у насељу је живело 65 становника. Насеље се налази на надморској висини од 166 м.